# Mäeküla (Kambja)
Mäeküla is een plaats in de Estlandse gemeente Kambja, provincie Tartumaa. De plaats heeft de status van dorp (Estisch: küla) en telt 72 inwoners (2021).

## Geschiedenis
Mäeküla heette oorspronkelijk Nuti. Het dorp ontstond pas rond 1900 op het landgoed van Suure-Kambja. In 1937 werd het Mäe genoemd; daaraan werd later küla, het Estische woord voor ‘dorp’, toegevoegd. Mäeküla omvat ook een deel van Kirikuküla (‘kerkdorp’), een dorp dat behoorde tot het grondgebied van de kerk van Kambja. Een ander deel van Kirikuküla valt onder Kambja.